# Licence IV (groupe)
Pour l’article homonyme, voir Licence IV.
Licence IV est un groupe de musique français. Le groupe est connu pour ses chansons populaires, en particulier Viens boire un p'tit coup à la maison, qui a passé treize semaines en tête du Top 50 français en 1987. Le groupe se dissout en 1994 après la mort d'Olivier Guillot.

## Biographie
Le groupe a eu un certain succès entre 1986 et 1991 avec un répertoire extrêmement populaire composé entre autres de chansons « à boire ». Il était composé de Francis Vacher (1958-2010), d'Olivier Guillot (1953-1993) et de Gilles Lecouty (1942). Le groupe sort son premier album studio, Y'en a pour tout l'égout, en 1987, au label Charles Talar Records. Cette même année, leur chanson Viens boire un p'tit coup à la maison passe treize semaines en tête du Top 50 français.
En 1990, ils sortent un second album, Medley, chansons à boire, toujours au label Charles Talar Records. Le groupe se dissout en 1994 après la mort d'Olivier Guillot à la suite d'un accident de voiture le 19 mai 1993,.

## Discographie

### Albums studio
- 1987 : Y'en a pour tout l'égout (Charles Talar Records ; K7, CD, LP)
- 1990 : Medley, chansons à boire (Charles Talar Records ; (K7, LP)

### Singles
- 1986 : Viens boire un p'tit coup à la maison (Face B : Version instrumental) - Charles Talar Records - 45 tours
- 1987 : Viens boire un p'tit coup à la maison (Remix version longue) (Face B : Version longue instrumental) - Charles Talar Records - Maxi 45 tours
- 1987 : La Bague au doigt, c'est pas le pied (Face B : Demain, on reste au lit, chanson de Patrick Sébastien) - Charles Talar Records - 45 tours
- 1988 : C'est l'heure du jaune (Face B : Arlette, Arlette) - Charles Talar Records - 45 tours
- 1988 : Moi, je préfère les moches (Gilou en solo, Chanson de Patrick Sébastien) (Face B : Les copines à Gilou) - Charles Talar Records - 45 tours
- 1989 : Vive la France ! (Face B : Casa-Pêche) - Charles Talar Records - 45 tours
- 1990 : Le sirop typhon / Billy le Bordelais (Chanson de Joe Dassin) - Charles Talar Records - 45 tours
- 1991 : Saga Auvergnats (Face B : Version instrumental) - Jacques Marouani Production - 45 tours
- 1993 : Petite équipe, mais grand cœur (Face B : Saga Auvergnats) - Pomme Music - 45 tours / CD